# Beuvry
Beuvry [bøvʁi] ist eine französische Kleinstadt mit 9078 Einwohnern (Stand: 1. Januar 2022) im Département Pas-de-Calais in der Region Hauts-de-France. Sie gehört zum Arrondissement Béthune, zum Kanton Beuvry und zum Gemeindeverband Béthune-Bruay, Artois-Lys Romane.

## Geografie

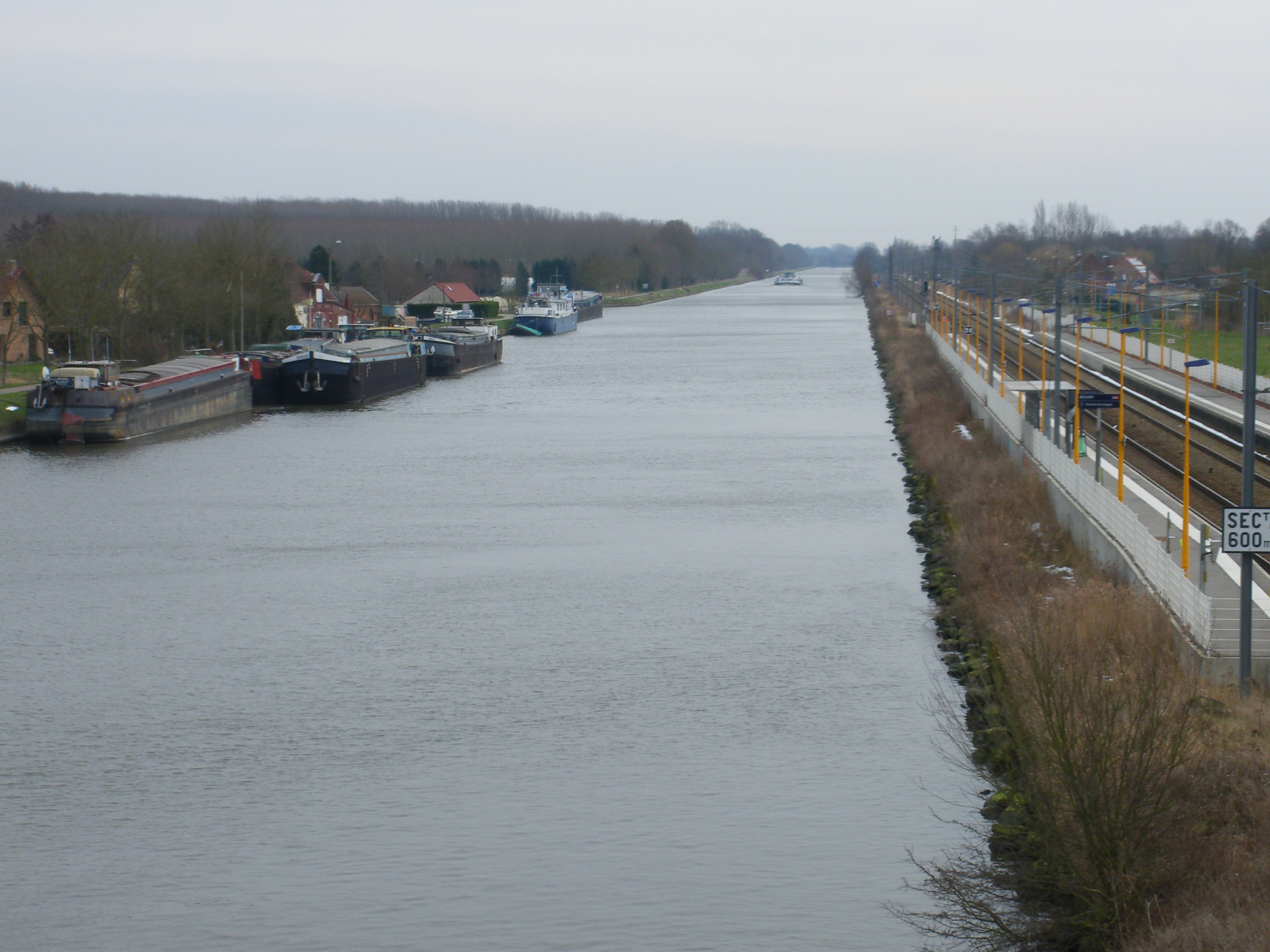
Canal d’Aire in Beuvry und Bahnstation Beuvry lès Béthune

Die Kleinstadt Beuvry als östliche Vorstadt von Béthune liegt etwa 35 Kilometer südwestlich von Lille an einem Stichkanal zum Canal d’Aire, der im Rahmen einer Kette von Kanälen, die für Schiffe mit einer Ladekapazität von bis zu 3000 Tonnen ausgebaut wurden, den Großschifffahrtsweg Dünkirchen-Schelde bildet.

## Geschichte
Von 1993 bis zur Trennung im Jahr 1997 war die Gemeinde in die Stadt Béthune eingemeindet.

### Bevölkerungsentwicklung
| Jahr                       | 1962 | 1968 | 1975 | 1982 | 1990 | 1999 | 2006 | 2014 | 2022 |
| Einwohner                  | 7749 | 7907 | 8147 | 8840 | 8744 | 9175 | 9096 | 9502 | 9078 |
| Quellen: Cassini und INSEE |      |      |      |      |      |      |      |      |      |

## Sehenswürdigkeiten
- Kirche Saint-Martin
- Kirche Saint-Pierre im Ortsteil Gorre
- Kapelle Saint-Éloi
- Kapelle Sainte-Rita im Ortsteil Le Préolan
- Kapelle
- Herrenhaus Estracelles
- Windmühle
- Wasserturm
- zwei Soldatenfriedhöfe des Commonwealth

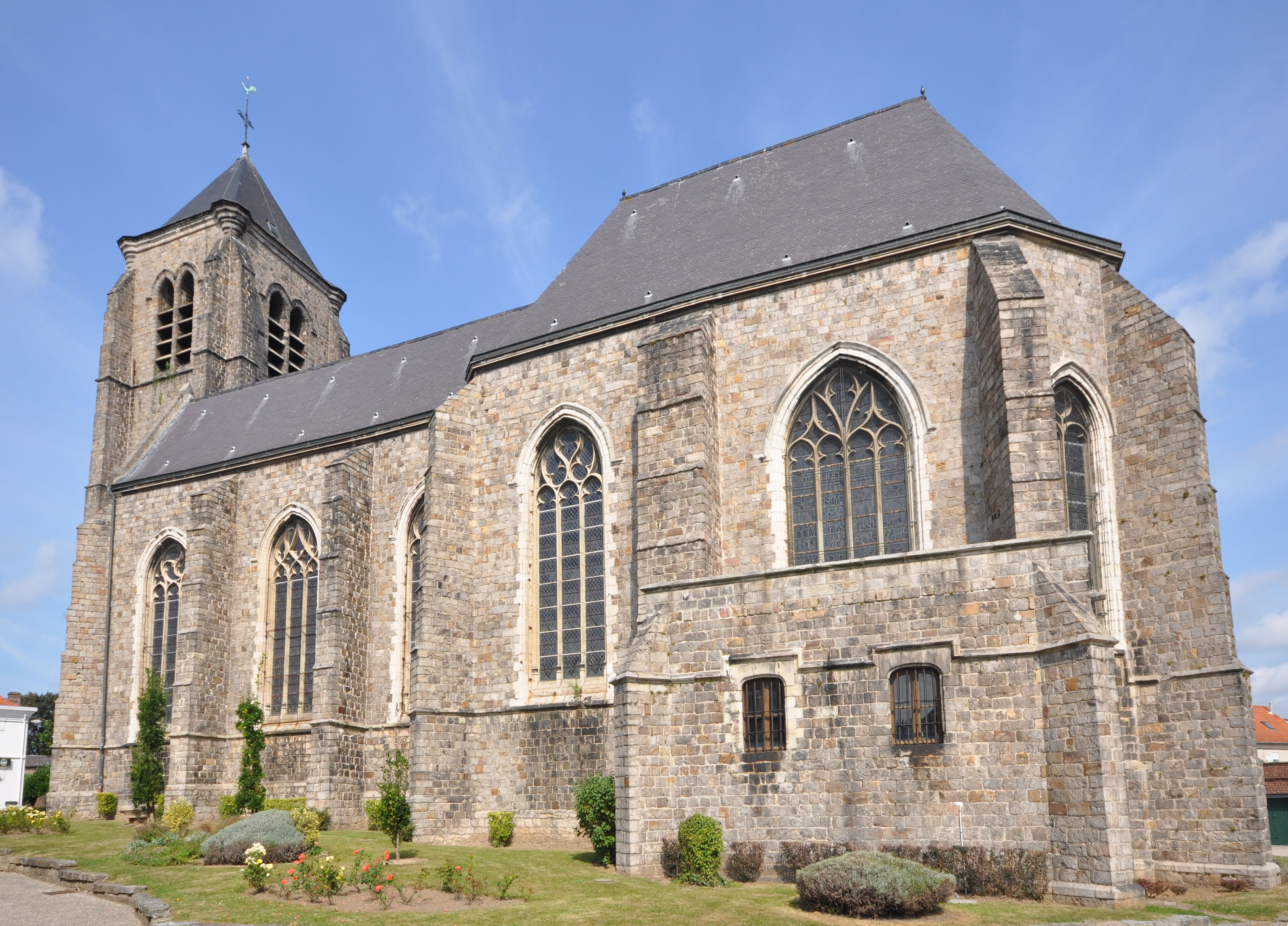
Kirche Saint-Martin
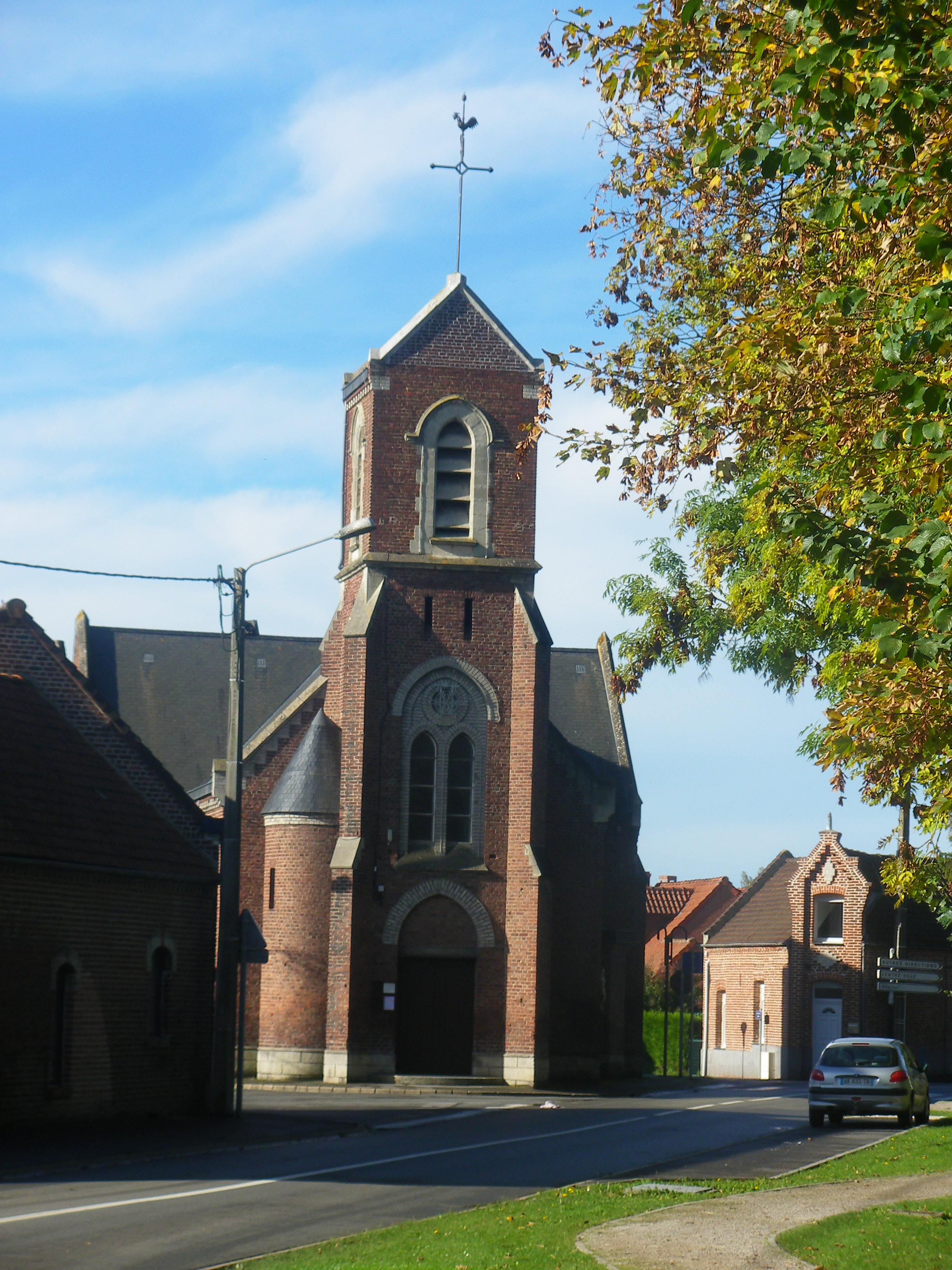
Kirche Saint-Pierre
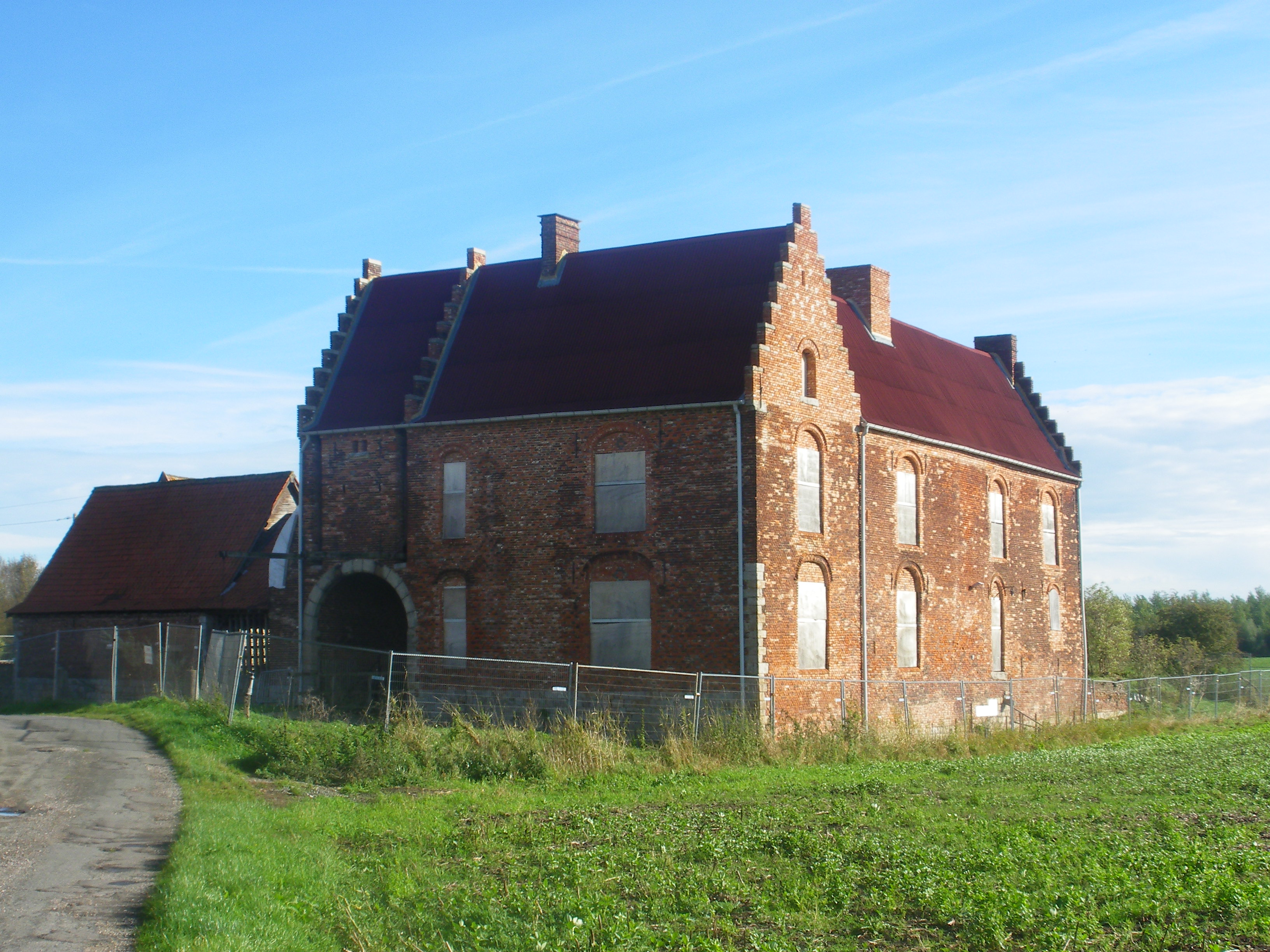
Herrenhaus Estracelles
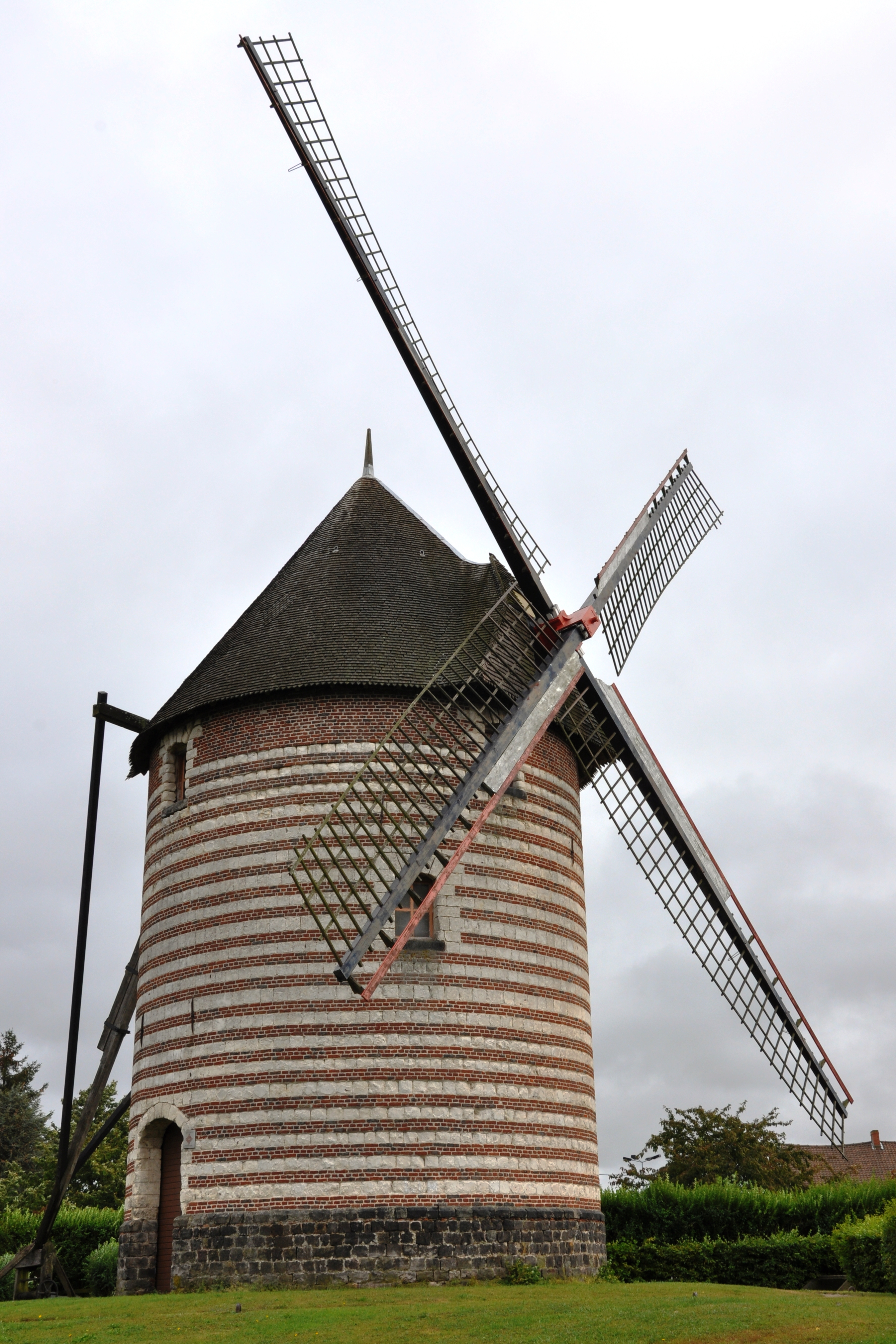
Windmühle
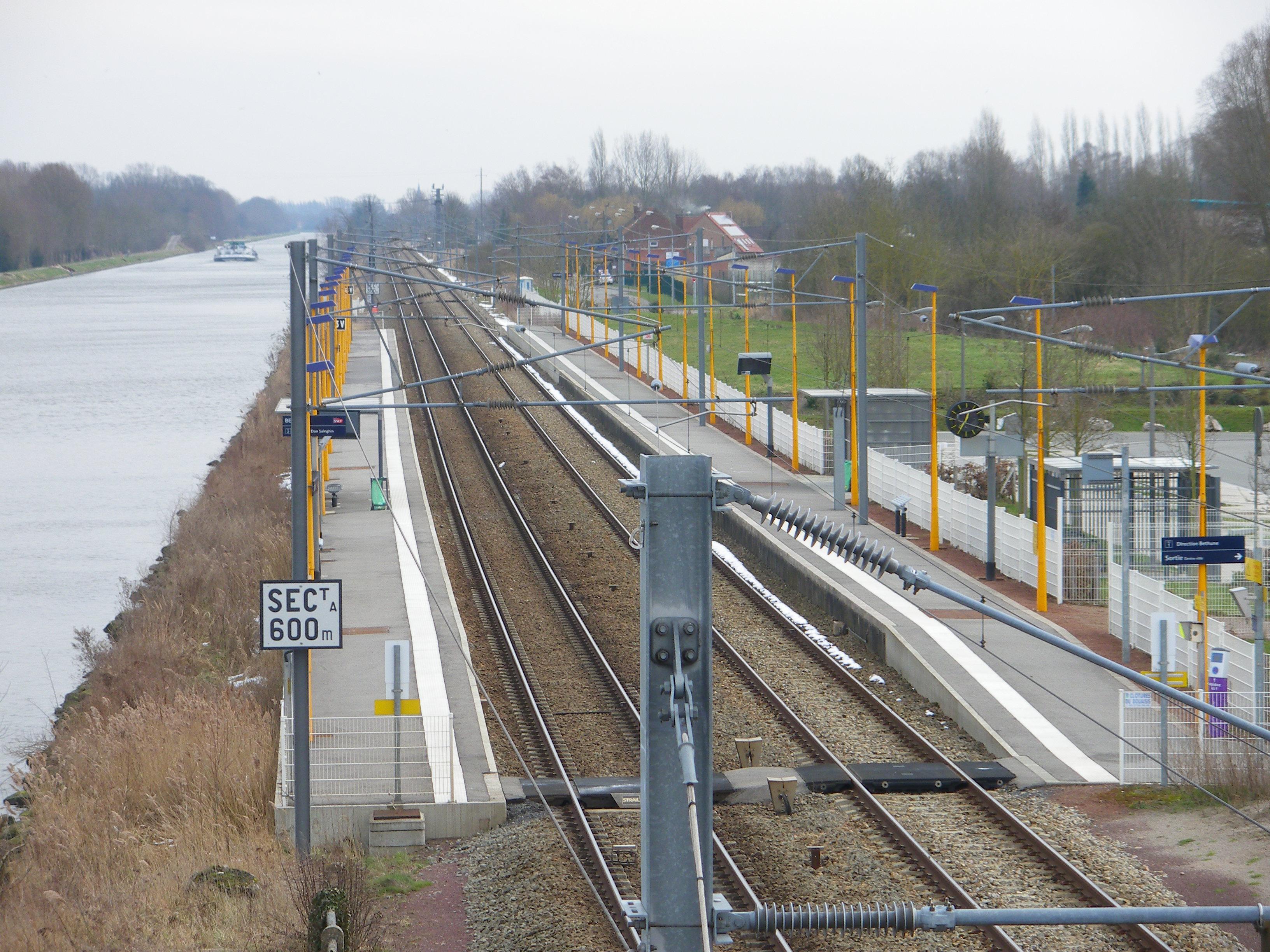
Bahnhaltepunkt Beuvry
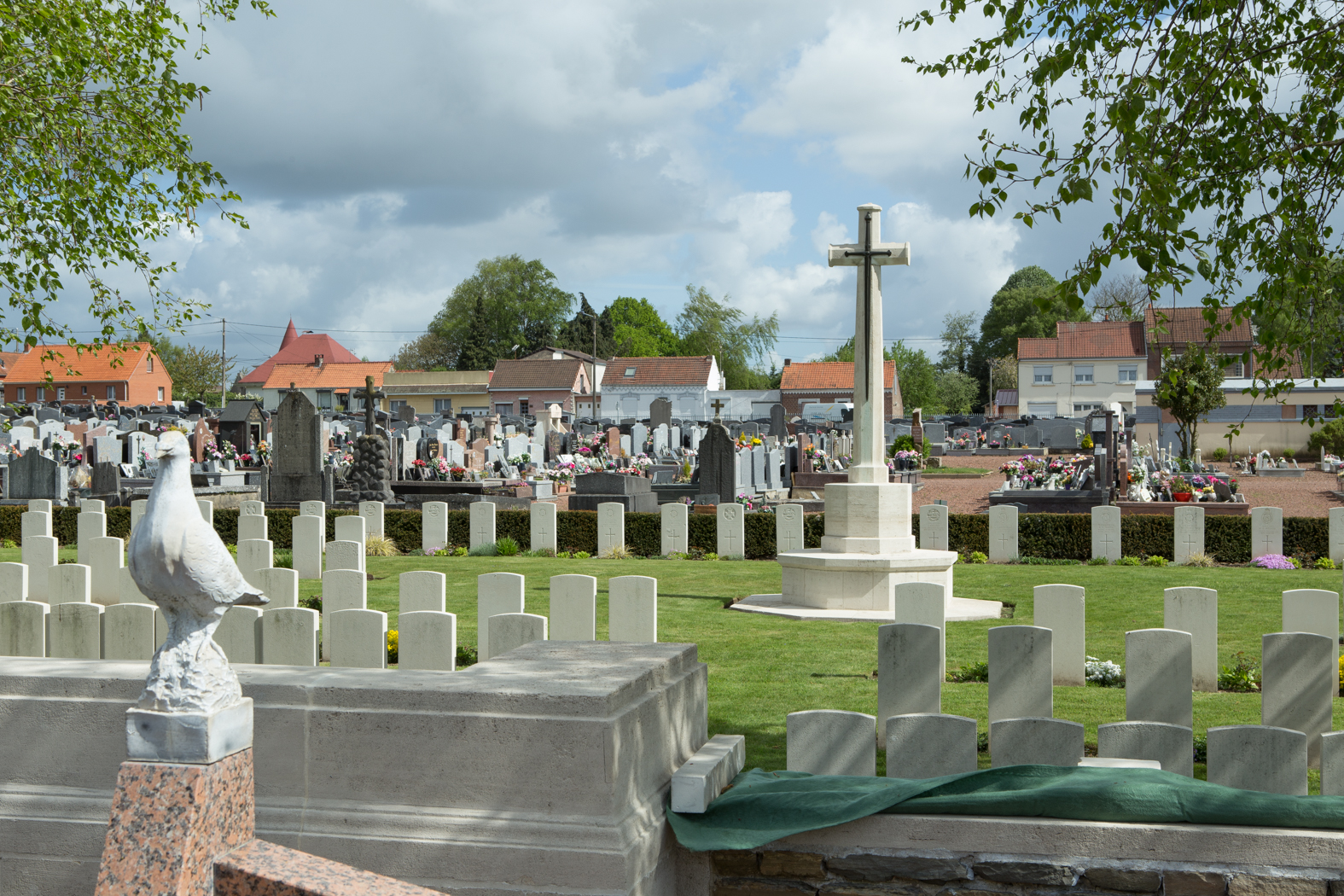
Commonwealth-Soldatenfriedhof
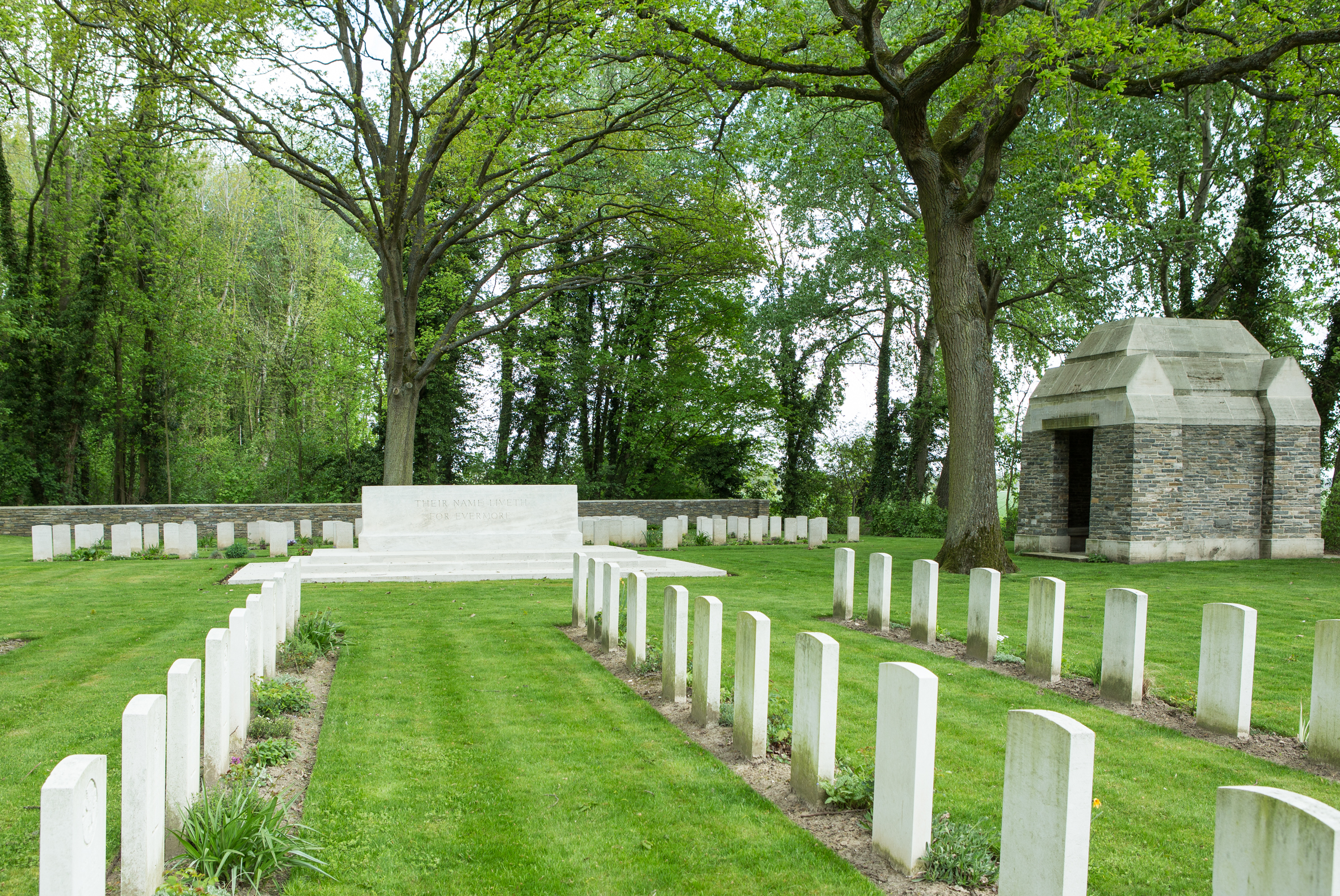
Britisch-indischer Soldatenfriedhof in Gorre
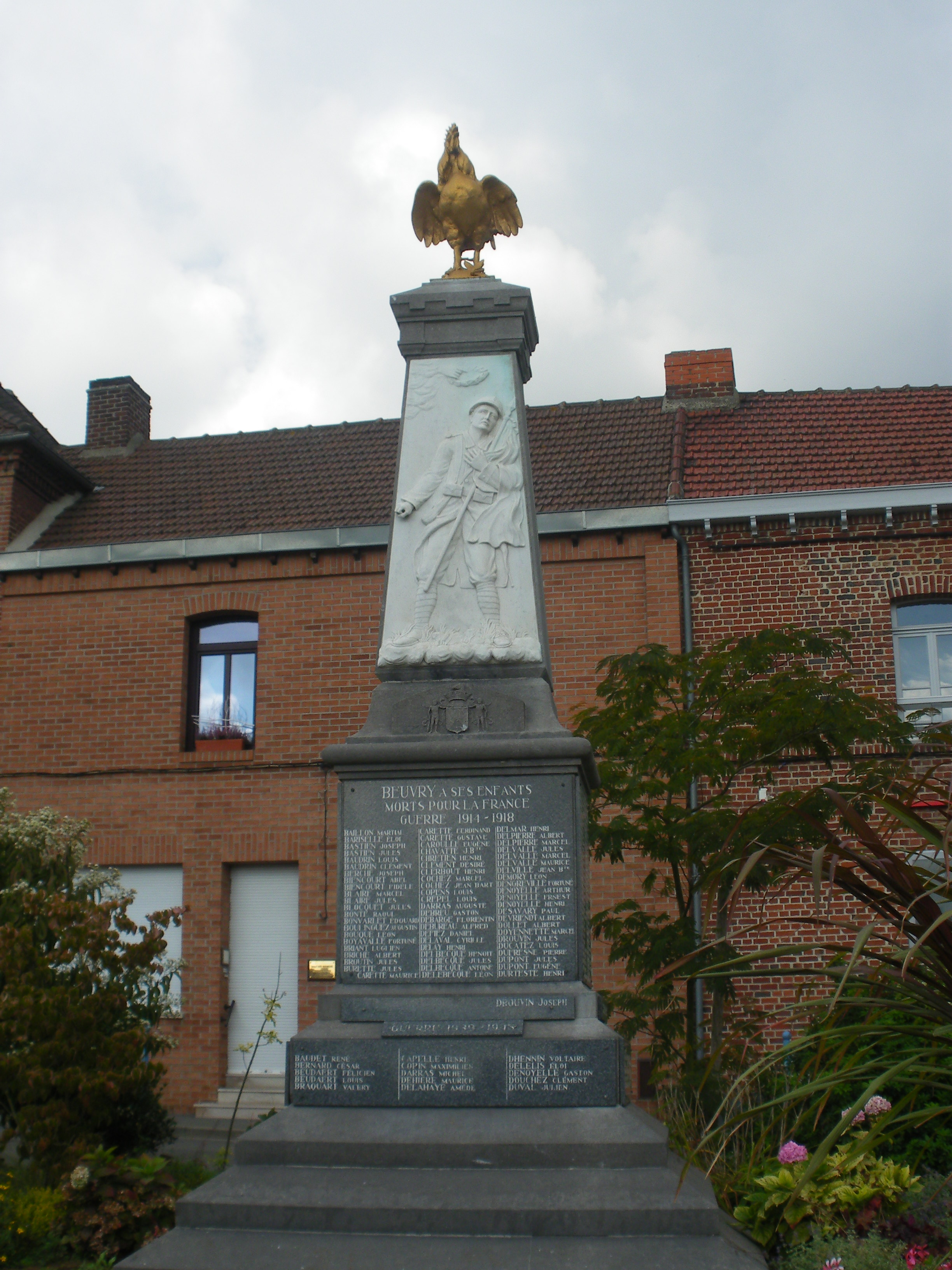

## Städtepartnerschaft
1967 wurde mit Ihmert eine Städtepartnerschaft begründet, die mit der Eingemeindung Ihmerts von der Stadt Hemer übernommen wurde.

## Persönlichkeiten
- Antoine L’Hote (* 2005), Radrennfahrer
- Kembo Diliwidi (* 2006), französisch-kongolesischer Fußballspieler